# Work (Jimmy Eat World)
Work è un singolo del gruppo musicale statunitense Jimmy Eat World, pubblicato nel 2004 ed estratto dall'album Futures.

## Tracce
- CD

1. Work
2. Drugs Or Me (Styrofoam remix)
3. Work (acoustic)
4. Work (video)

## Video
Il videoclip della canzone è stato diretto da Marc Webb e girato a Madison (Wisconsin).